# 석송강
석송강은 양치식물이며 다계통으로 이루어진 식물의 강으로, 다수의 석송류를 포함하고 있다. 석송강은 전통적으로는, 부처손속(Selaginella)과  물부추속(Isoetes)을 포함하여 모든 석송류를 포함하였으나, 이제는 다른 강으로 분류하고 있다. 석송강은 하위 목으로 멸종한 낫나무목(Drepanophycales)과 인목목(Lepidodendrales)을 제외하고 석송목(Lycopodiales)을 유일하게 두고 있다.

## 하위 분류
- † 인목목(Lepidodendrales)
- † 드레파노피쿠스목(Drepanophycales)
- 석송목 (Lycopodiales) DC. ex Bercht. & J.Presl 1820[1]
  - 석송과 (Lycopodiaceae)
  - 뱀톱과 (Huperziaceae)

## 계통 분류
다음은 2019년 현재 제안된 석송류의 계통 분류이다.<
| 석송강   | 석송목                                                |
|          | 석송목                                                |
| 물부추강 | \| \| 물부추목 \| \| \| \| \| \| 부처손목 \| \| \| \| |
|          | \| \| 물부추목 \| \| \| \| \| \| 부처손목 \| \| \| \| |
|          | 물부추목                                              |
|          |                                                       |
|          | 부처손목                                              |
|          |                                                       |

|  | 물부추목 |
|  |          |
|  | 부처손목 |
|  |          |